# Happy (canción de Pharrell Williams)
«Happy» (en español: «Feliz») es una canción realizada por el cantante estadounidense Pharrell Williams, incluida en la banda sonora de la película Despicable Me 2. La canción también sirve como el primer sencillo de su segundo álbum de estudio Girl, lanzado en marzo de 2014. Fue lanzado como sencillo el 21 de noviembre de 2013 promocionado junto a un video musical de formato largo con una duración de veinticuatro horas presentado a través de la página web 24hoursofhappy.com 
Encabezó la lista del Billboard Hot 100 de Estados Unidos durante diez semanas consecutivas convirtiéndola en la canción más exitosa de 2014 de acuerdo con la lista del Billboard Hot 100 de Fin de Año, siendo su cuarto número uno y el primero como artista principal. Además lideró las listas de sencillos en al menos veintitrés países incluyendo el Reino Unido, Irlanda, Canadá, Francia, Alemania, Australia, Dinamarca, Nueva Zelanda, Suiza, Bélgica, España y en los Países Bajos. Una versión en vivo de la canción fue premiada en la 57.ª edición de los Premios Grammy de 2015 a la mejor interpretación pop solista La canción fue nominada a un premio Óscar en la categoría de mejor canción original.
Además su video musical fue nominado en los MTV Video Music Awards en las categorías de video del año, mejor video masculino y mejor video de pop.

## Producción
La canción fue compuesta, producida e interpretada por Pharrell Williams, con los coros de Rhea Dummett, Trevon Henderson, Ashley L. Lee, Shamika Hightower, Jasmine Murray y Terrence Rolle.
Fue editado y arreglado por Andrew Coleman digitalmente y Mike Larson, quien también grabó, con la asistencia de Matthew Desrameaux en los estudios Circle House en Miami, Florida. La canción fue posteriormente mezclada por Leslie Brathwaite en los estudios Music Box en Atlanta, Georgia.

## Recepción comercial

### América
En los Estados Unidos la canción permaneció diez semanas consecutivas en la cima de la lista del Billboard Hot 100 desde la semana del 8 de marzo de 2014, siendo destronada por «All of Me» de John Legend, en la semana del 17 de mayo de ese mismo año. Anterior a esto, en febrero de 2014, la RIAA certificó como platino el sencillo tras vender más de 1 000 000 de copias en dicho territorio. El 17 de marzo de 2014, la canción alcanzó las 3 000 000 millones de ventas en el país lo cual le dio 3 certificados multiplatino convirtiéndola en el sencillo más vendido del cantante como artista principal, y el segundo en general, después de «Blurred Lines» que vendió más de 6 millones en el 2013. La canción superó las 4 millones de ventas digitales en marzo de 2014, siendo la primera canción en alcanzar tales ventas en ese año. Durante sus primeros seis meses, el sencillo vendió 5 633 000 copias en los Estados Unidos, convirtiéndose en la canción con mayores ventas obtenidas en sus primeros seis meses desde su lanzamiento. Hasta enero de 2015, el sencillo ha vendido 6 620 000 copias en los Estados Unidos.
La canción también llegó a la cima de listas como el Canadian Hot 100 lista que contabiliza Canadá. Hasta el momento Happy lleva vendidas más de 240 000 copias digitales en dicho país, siendo certificado como triple platino por la CRIA.
En la lista Airplay de sencillos en inglés de México, Happy fue una de las más pedidas por el público por lo que logró encabezar la cima en el top 40.

### Europa
En Europa el sencillo se logró convertir en un éxito, llegando al número uno en más de 16 países entre los que destacan Alemania, Irlanda, Austria, Francia, Italia, España y el Reino Unido. El sencillo ha vendido más de 1.8 millones de copias en el Reino Unido, convirtiéndose en la canción más descargada en toda la historia en ese territorio.

### Oceanía
En Australia Happy tuvo una de las mejores recepciones, llegando al número uno en la lista de dicho país. Según la ARIA el sencillo ha logrado vender solo en Australia más de 560 000 descargas digitales por lo que se entregó 8 discos platinos en el territorio. En Nueva Zelanda la canción tuvo un éxito similar, llegando por igual al primer puesto. La sencillo vendió más de 60 000 descargas y se certificó 3 veces disco platino.

### Mundo
El sencillo se convirtió en un éxito alrededor del mundo, vendiendo 13,9 millones de copias durante el 2014, ganándose el título de la canción más vendida del año y un puesto en la lista de las canciones más vendidas en la historia.

## Video musical
Para coincidir con el lanzamiento del sencillo, en el sitio 24hoursofhappy.com, se lanzó una presentación visual de «Happy» anunciado como el «primer video musical en el mundo capaz de durar 24 horas». Fue dirigido por el colectivo parisino WAFLA (We Are From Los Angeles). El concepto del video consiste en la canción de cuatro minutos que se repite constantemente en el que muestra varias personas bailando y realizando la mímica de la canción en diversos lugares y situaciones. El propio Williams aparece 24 veces, y cuenta con una serie de cameos de distintas celebridades tales como Odd Future (1:48pm), Steve Carrell (5:08pm), Jamie Foxx (5:28pm), Ana Ortiz (5:32pm), Miranda Cosgrove (5:40pm), JoJo (6:16pm),  Kelly Osbourne (1:28am), Magic Johnson (5:36am), Urijah Faber (8:36am), Sérgio Mendes (10:32am) y Jimmy Kimmel (11:48am) entre cientos de personas anónimas bailando por las calles de Los Ángeles. Los secuaces de Mi villano favorito 2 hacen varias apariciones a lo largo del video musical, incluyendo una escena a las 3:00 a. m., en la que también aparece Pharrell. El videoclip es interactivo y permite al usuario elegir el momento del día en el videoclip que quiere contemplar mediante un reloj que indica mediodía, atardecer, medianoche y amanecer, con la posibilidad de compartir en redes sociales en el momento preciso que esté visualizando. En el canal iamOTHER de Pharrell en YouTube está presentado en bloques de una hora y cuenta con la versión reducida y a su vez la oficial, con una duración de cuatro minutos. En julio de 2014, el clip de «Happy» recibió tres nominaciones a los premios MTV Video Music Awards, una de ellas en la categoría Video del año.

## En la cultura popular
- En diciembre de 2013, Conor Maynard lanzó su versión de "Happy".[15]
- En 2014, la canción fue versionada en el episodio 100 de Glee titulado «100» interpretada por Holly Holliday (Gwyneth Paltrow).[16]
- Los músicos Tobias Derer y Nils Lesser publicaron una versión metalera de la canción.[17]
- "Weird Al" Yankovic realizó una parodía de la canción titulada «Tacky» incluida en su álbum Mandatory Fun editado en 2014.[18]
- En 2015, la cantante argentina Lula Bertoldi lanzó su versión de Happy junto a Andrea Juárez y Agustín Romanelli.

## Posiciones
| Lista (2013–14)                           | Mejor posición |
| ----------------------------------------- | -------------- |
| Alemania (Offizielle Deutsche Charts)     | 1              |
| Australia (ARIA)                          | 1              |
| Austria (Ö3 Austria Top 40)               | 1              |
| Bélgica (Flandes) (Ultratop 50)           | 1              |
| Bélgica (Valonia) (Ultratop 50)           | 1              |
| Brasil (Hot 100 Airplay)                  | 17             |
| Canadá (Hot 100)                          | 1              |
| Corea del Sur (Gaon Chart)                | 5              |
| Dinamarca (Tracklisten)                   | 1              |
| Escocia (The Official Charts Company)     | 2              |
| Eslovaquia (Radio Top 100 Chart)          | 1              |
| España (Los 40 Principales)               | 1              |
| España (Top 100 Canciones)                | 1              |
| Estados Unidos (Billboard Hot 100)        | 1              |
| Estados Unidos (Hot R&B/Hip-Hop Songs)    | 1              |
| Estados Unidos (Pop Songs)                | 1              |
| Estados Unidos (Adult Pop Songs)          | 1              |
| Estados Unidos (Adult Contemporary)       | 1              |
| Estados Unidos (Hot Dance Club Songs)     | 14             |
| Euro Digital Songs                        | 1              |
| Finlandia (OFC)                           | 7              |
| Francia (SNEP)                            | 1              |
| Grecia (Greece Digital Songs)             | 1              |
| Hungría (Single Top 20)                   | 1              |
| Irlanda (IRMA)                            | 1              |
| Israel (Media Forest)                     | 1              |
| Italia (FIMI)                             | 1              |
| Japón (Japan Hot 100)                     | 5              |
| México (Billboard Inglés Airplay)         | 1              |
| México (Billboard Mexican Airplay)        | 1              |
| Noruega (VG-lista)                        | 1              |
| Nueva Zelanda (Recorded Music NZ)         | 1              |
| Países Bajos (Dutch Top 40)               | 1              |
| Polonia (Polish Airplay Top 20)           | 1              |
| Portugal (Portugal Digital Songs)         | 1              |
| Reino Unido (UK Singles Chart)            | 1              |
| República Checa (Singles Digitál Top 100) | 1              |
| Suecia (Sverigetopplistan)                | 3              |
| Suiza (Schweizer Hitparade)               | 1              |

| País         | Lista (2013)                | Posición | Ref.   |
| ------------ | --------------------------- | -------- | ------ |
| Australia    | ARIA Singles Chart          | 92       | [ 57 ] |
| Países Bajos | Nederlandse Top 40          | 9        | [ 58 ] |
| Reino Unido  | The Official Charts Company | 85       | [ 59 ] |

| País           | Lista (2014)                | Posición | Ref.   |
| -------------- | --------------------------- | -------- | ------ |
| Alemania       | Media Control Charts        | 2        | [ 60 ] |
| Australia      | ARIA Singles Chart          | 1        | [ 61 ] |
| Austria        | Austrian Singles Chart      | 2        | [ 62 ] |
| Bélgica        | Ultratop flamenca           | 1        | [ 63 ] |
| Bélgica        | Ultratop valona             | 1        | [ 64 ] |
| Canadá         | Canadian Hot 100            | 1        | [ 65 ] |
| Dinamarca      | Tracklisten                 | 2        | [ 66 ] |
| España         | PROMUSICAE                  | 2        | [ 67 ] |
| Estados Unidos | Billboard Hot 100           | 1        | [ 2 ]  |
| Estados Unidos | Hot R&B/Hip-Hop Songs       | 1        | [ 68 ] |
| Estados Unidos | Adult Contemporary          | 6        | [ 69 ] |
| Estados Unidos | Pop Songs                   | 9        | [ 70 ] |
| Francia        | SNEP Charts                 | 1        | [ 71 ] |
| Israel         | Media Forest                | 1        | [ 72 ] |
| Nueva Zelanda  | Recorded Music NZ           | 1        | [ 73 ] |
| Países Bajos   | Nederlandse Top 40          | 9        | [ 74 ] |
| Reino Unido    | The Official Charts Company | 1        | [ 75 ] |
| Suecia         | Sverigetopplistan           | 6        | [ 76 ] |
| Suiza          | Schweizer Hitparade         | 1        | [ 77 ] |

| País          | Lista              | Posición | Ref.   |
| ------------- | ------------------ | -------- | ------ |
| Australia     | ARIA Singles Chart | 5        | [ 78 ] |
| Bélgica       | Ultratop flamenca  | 12       | [ 79 ] |
| Bélgica       | Ultratop valona    | 5        | [ 80 ] |
| Francia       | SNEP Charts        | 35       | [ 81 ] |
| Países Bajos  | Nederlandse Top 40 | 9        | [ 82 ] |
| Nueva Zelanda | Recorded Music NZ  | 1        | [ 83 ] |

## Certificaciones
| País           | Organismo certificador | Certificación | Simbolización | Ventas    | Ref.    |
| -------------- | ---------------------- | ------------- | ------------- | --------- | ------- |
| Alemania       | BVMI                   | 3× Platino    | 3▲            | 900 000   | [ 84 ]  |
| Australia      | ARIA                   | 9× Platino    | 9▲            | 630 000   | [ 85 ]  |
| Austria        | IFPI Austria           | Oro           | ●             | 15 000    | [ 86 ]  |
| Bélgica        | BEA                    | 2× Platino    | 2▲            | 60 000    | [ 87 ]  |
| Canadá         | Music Canada           | 6× Platino    | 6▲            | 480 000   | [ 88 ]  |
| Dinamarca      | IFPI Dinamarca         | Platino       | ▲             | 30 000    | [ 89 ]  |
| España         | PROMUSICAE             | Platino       | ▲             | 40 000    | [ 90 ]  |
| Estados Unidos | RIAA                   | 7× Platino    | 7▲            | 7 000     | [ 91 ]  |
| Francia        | SNEP                   | Diamante      | ♦             | 335 000   | [ 92 ]  |
| Italia         | FIMI                   | 6× Platino    | 6▲            | 180 000   | [ 93 ]  |
| Japón          | RIAJ                   | Platino       | ▲             | 250 000   | [ 94 ]  |
| México         | AMPROFON               | Diamante      | –             | 300,000   | [ 95 ]  |
| Nueva Zelanda  | RIANZ                  | 6× Platino    | 6▲            | 90 000    | [ 96 ]  |
| Noruega        | IFPI Noruega           | 3× Platino    | 3▲            | 30 000    | [ 97 ]  |
| Reino Unido    | BPI                    | 3× Platino    | 4▲            | 1 813 000 | [ 12 ]  |
| Suecia         | IFPI Suecia            | 4× Platino    | 4▲            | 160 000   | [ 99 ]  |
| Suiza          | IFPI Suiza             | 3× Platino    | 3▲            | 90 000    | [ 100 ] |

## Sucesión en listas
| Anterior: «Tsunami» de DVBBS & Borgeous «Hey Brother» de Avicii                                    | Dutch Top 40 — Sencillo número uno 19 de octubre de 2013 — 1 de noviembre de 2013 14 de diciembre de 2013 — 27 de diciembre de 2013                                   | Siguiente: «Tsunami» de DVBBS & Borgeous «Timber» de Pitbull con Kesha                                                     |
| Anterior: «Tous les mêmes» de Stromae «Un arc en ciel» de Bénabar, Patrick Bruel, Cali & Marina    | SNEP Charts — Sencillo número uno 1 de diciembre de 2013 — 8 de diciembre de 2013 15 de diciembre de 2013 — 4 de mayo de 2014                                         | Siguiente: «Un arc en ciel» de Bénabar, Patrick Bruel, Cali & Marina «Stolen Dance» de Milky Chance                        |
| Anterior: «Skyscraper» de Sam Bailey «Timber» de Pitbull con Kesha «Money on My Mind» de Sam Smith | UK Singles Chart — Sencillo número uno 29 de diciembre de 2013 — 4 de enero de 2014 12 de enero de 2014 — 25 de enero de 2014 2 de marzo de 2014 — 9 de marzo de 2014 | Siguiente: «Timber» de Pitbull con Kesha «Rather Be» de Clean Bandit con Jess Glynne «My Love» de Route 94 con Jess Glynne |
| Anterior: «Trumpets» de Jason Derülo «Say Something» de A Great Big World y Christina Aguilera     | ARIA Singles Chart — Sencillo número uno 6 de enero de 2014 — 10 de febrero de 2014 17 de febrero de 2014 — 31 de marzo de 2014                                       | Siguiente: «Say Something» de A Great Big World y Christina Aguilera «She Looks So Perfect» de 5 Seconds of Summer         |
| Anterior: «Timber» de Pitbull con Kesha «Waves» (Robin Schulz Remix) de Mr. Probz                  | Media Control Charts — Sencillo número uno 20 de enero de 2014 — 3 de marzo de 2013 10 de marzo de 2014 — 23 de marzo de 2013                                         | Siguiente: «Waves» (Robin Schulz Remix) de Mr. Probz                                                                       |
| Anterior: «Dark Horse» de Katy Perry con Juicy J                                                   | Billboard Hot 100 — Sencillo número uno 8 de marzo de 2014 — 16 de mayo de 2013                                                                                       | Siguiente: «All of Me» de John Legend                                                                                      |
| Anterior: «Diez mil maneras» de David Bisbal                                                       | Top 50 Canciones — Sencillo número uno 23 de marzo de 2014 — 29 de marzo de 2014                                                                                      | Siguiente: «Boig per tu» de Shakira                                                                                        |

## Historial de lanzamientos
| Región         | Fecha                   | Formato          | Discográfica     |
| -------------- | ----------------------- | ---------------- | ---------------- |
| Estados Unidos | 21 de noviembre de 2013 | Descarga digital | Back Lot Music   |
| Estados Unidos | 16 de diciembre de 2013 | Descarga digital | Columbia Records |